# Tolochenaz
Tolochenaz es una comuna suiza del cantón de Vaud, situada en el distrito de Morges a orillas del lago Lemán. Limita al norte con la comuna de Chigny, al noreste con Morges, al suroeste con Saint-Prex, y al oeste con Lully.
Hasta el 31 de diciembre de 2007 la comuna formó parte del círculo de Morges.

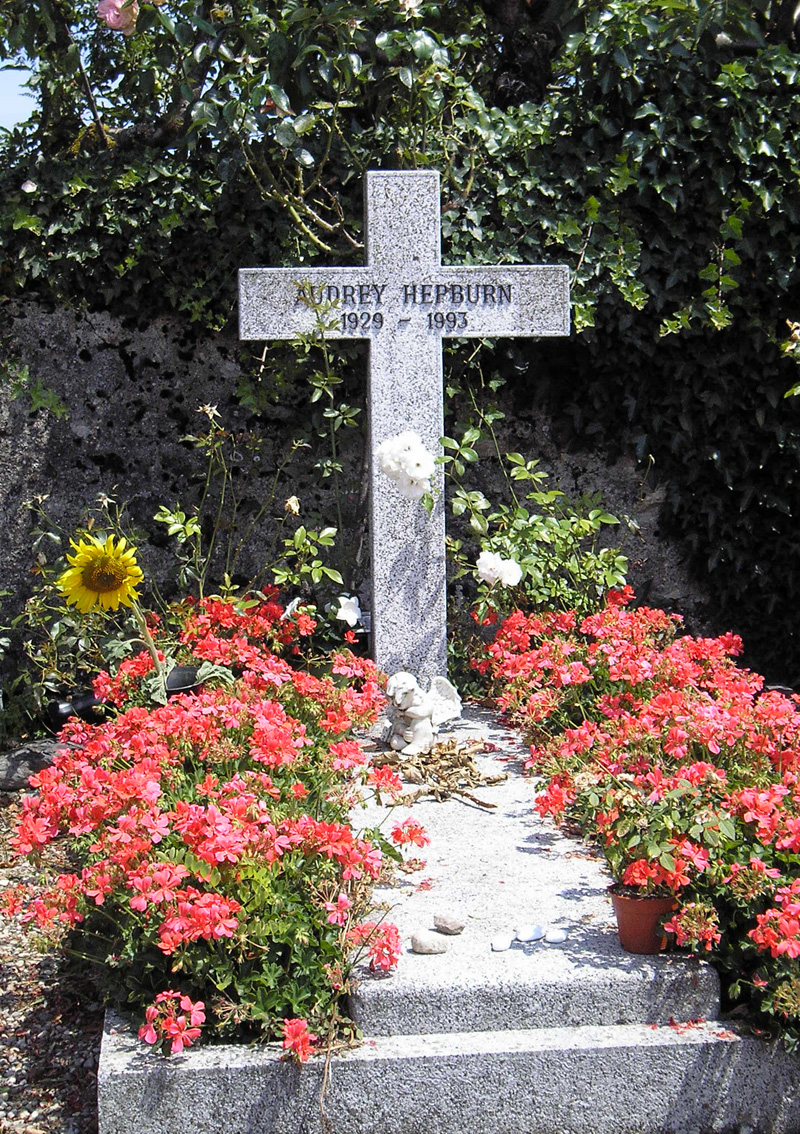
Sepultura de Audrey Hepburn.